# Relaciones España-Túnez
Las relaciones España-Túnez son las relaciones bilaterales que existen entre el Reino de España y la República de Túnez. Túnez tiene una embajada en Madrid y dos consulados honorarios en Barcelona y Palma de Mallorca. España tiene una embajada en Tunecia.

## Relaciones diplomáticas
Túnez es un socio político y comercial de primer orden para España, y entre los dos países existe una buena sintonía diplomática. Existe una clara voluntad por parte de ambos países de mejorar y profundizar las relaciones bilaterales en todos los órdenes en esta nueva fase de transición democrática. El presidente Rodríguez Zapatero fue el primer Jefe de Gobierno en visitar el 2 de marzo de 2011, el Túnez democrático para expresar el apoyo y solidaridad de su Gobierno y del pueblo español con el proceso democrático posrevolucionario.
En marzo de 2012 visitó Túnez el ministro de Asuntos Exteriores y Cooperación, José Manuel García Margallo. En junio de 2014 ha realizado una nueva visita y el SEAEX ha realizado otra en abril de 2015. La buena sintonía política se basa en prioridades y percepciones comunes sobre diversas agendas: estabilidad y seguridad en el Mediterráneo. El Tratado de Amistad, Buena Vecindad y Cooperación (firmado en 1995 y ratificado en 1996), fue el primero que Túnez firmó con un país de la Unión Europea. La buena imagen de que goza España en Túnez obedece a razones históricas (los “andaluces”, como se designa aquí a los moriscos que se asentaron en estas tierras, aportaron conocimientos y riquezas y siguen siendo un signo de distinción), de proximidad geográfica y sintonía de intereses estratégicos, así como de intercambios turísticos.

## Relaciones económicas
Los intercambios comerciales entre ambos países si bien han mostrado un incremento en los últimos cuatro años, están muy lejos de los de los principales competidores europeos de España, que son Francia, Italia y Alemania. En 2013, las exportaciones españolas a Túnez fueron de 905 M€, con un descenso del 9% frente al año precedente. Las importaciones descendieron un 2,6% hasta los 560 M€. La tasa de cobertura fue del 162%. 
En 2014 España fue el séptimo proveedor, con una cuota de mercado del 4,1%; y quinto cliente, con el 3,5% de cuota. Respecto a los intercambios de Túnez con la UE, se sitúa en el cuarto puesto en relación con los demás países en ambas categorías (Fuente: Instituto Nacional de Estadística de Túnez).
En 2014, las exportaciones españolas a Túnez fueron de 911,7 M€, con un ligero aumento del 0,7% con respecto al año anterior. Las importaciones, por su parte, descendieron un 27,5%, alcanzando un valor de 405,7 M€. La tasa de cobertura fue del 224,7%.
Del lado de las exportaciones destacaron: combustibles y aceites de petróleo (23%); automóviles y componentes de automoción (8%); cereales, especialmente trigo (5,5%); tejidos para confección (4,4%); material eléctrico (4%); productos siderúrgicos y sus manufacturas (3,9%).
Entre las importaciones sobresalieron: combustibles y lubricantes (18,4%); confección femenina (15,8%); moluscos y crustáceos congelados (9%); confección masculina (7,6%); moda íntima-baño (7,2%); material eléctrico (4%).
Desde la perspectiva española, en el año 2013, Túnez se ha situado como nuestro cliente número 41 y nuestro proveedor número 56. Desde la perspectiva española, en el año 2014 Túnez se situó como nuestro cliente número 44 y nuestro proveedor número 69. El saldo de la balanza de servicios bilateral se mantiene favorable a España gracias al sector de transporte.

## Cooperación
En noviembre de 2013 se procedió al cierre de la Oficina Técnica de Cooperación. Desde esa fecha el seguimiento del programa de cooperación en Túnez se realiza por el Responsable de la Cooperación Española en la Embajada de España en Túnez.
El marco principal en trabaja la Cooperación Española en Túnez es el que constituye el Programa Masar, programa de acompañamiento a los procesos de gobernanza democrática en el mundo árabe. Desde la revolución de 2011, los esfuerzos en Túnez se han centrado en el apoyo de iniciativas de la sociedad civil y refuerzo de la gobernanza democrática.